# Nahr Ibrahim
Nahr Ibrahim (arabiska: نهر إبراهيم), tidigare Adonisfloden, är ett vattendrag i Libanon.   Det ligger i guvernementet Libanonberget, i den centrala delen av landet, 24 km nordost om huvudstaden Beirut.
Floden har sin källa i en grotta högt uppe i Libanonbergen, 6 kilometer från Byblos, varfrån den störtar omkring 180 meter ner. 

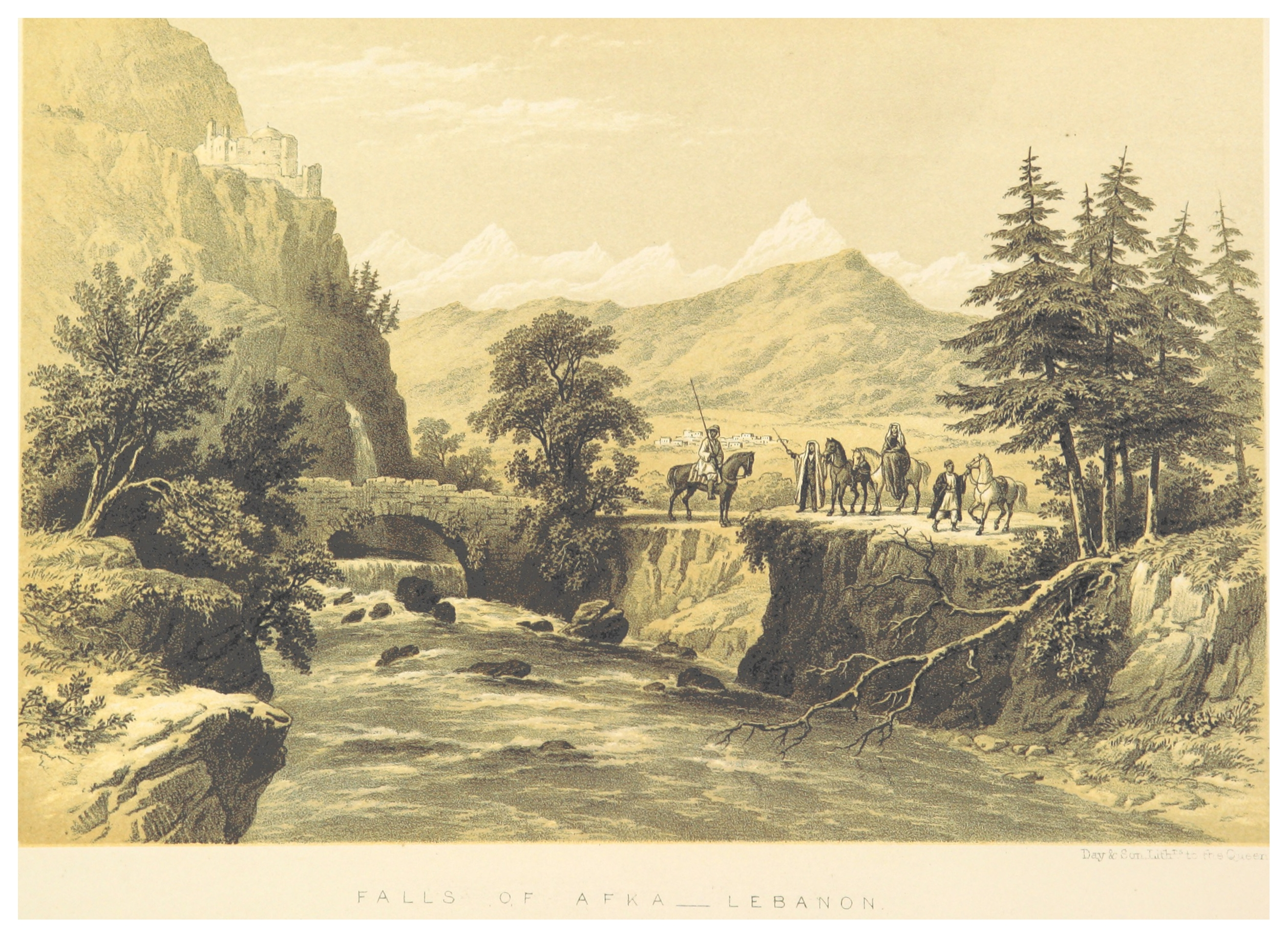
Afqagrottan och vattenfallet, litografi från 1863.

På grund av den järnhaltiga  berggrunden färgas floden röd en gång om året under snösmältningen  och det har givit upphov till legenden att det var här den grekiska guden Adonis dog.